# Melkitisches Patriarchat von Antiochien
Das Melkitische Patriarchat von Antiochien (lateinisch Patriarchatus Antiochenus Melkitarum; arabisch بطريركية الروم الملكيين الكاثوليك, DMG Baṭriyarkīyat ar-Rūm al-Malakīyīn al-Kāṯūlīk) ist das in Syrien gelegene Patriarchat der melkitischen griechisch-katholischen Kirche mit Sitz in Damaskus.
Der melkitische Patriarch von Antiochien ist zugleich Oberhaupt der melkitischen griechisch-katholischen Kirche. Sein Titel lautet: „Patriarch von Antiochien, Jerusalem und dem ganzen Osten und Alexandria“. Die organisatorische Gliederung der melkitischen Kirche ergibt sich aus der Liste der melkitischen Bistümer.